# Schadebeginsel
Schadebeginsel is de opvatting dat iemands vrijheid alleen beperkt mag worden voor zover dat nodig is om te verhinderen dat hij anderen schaadt. De klassieke uiteenzetting van het schadebeginsel heeft John Stuart Mill in On Liberty gegeven. Eerdere aanzetten voor deze gedachte waren al terug te vinden in Second Treatise on Government van John Locke en Ideen zu einem Versuch die Grenzen der Wirksamheit des Staates zu bestimmen van Wilhelm von Humboldt.

## Vrijheid
Ieder volwassen mens in een ontwikkelde samenleving hoort volgens Mill in beginsel vrij te zijn om te doen en laten wat hij wenst en de overheid dient zich ver te houden van moralisme en paternalisme. De overheid mag alleen het toebrengen van directe en fysieke schade aan anderen bestraffen. Ieder individu heeft daarmee een soort van rechtsvrije sfeer waarbinnen hij ongehinderd zijn eigen gang kan gaan en over zichzelf kan beschikken. Democratie is op zichzelf geen waarborg voor die vrijheid, omdat vrijheid daarin ook kan worden beteugeld op basis van de willekeurige opvattingen van een meerderheid.

## On Liberty
In het eerste hoofdstuk, de inleiding, verwoordt Mill het schadebeginsel op een wijze waarin iets van zijn utilitaristische benadering doorklinkt.
The object of this Essay is to assert one very simple principle, as entitled to govern absolutely the dealings of society with the individual in the way of compulsion and control, whether the means used be physical force in the form of legal penalties, or the moral coercion of public opinion. That principle is, that the sole end for which mankind are warranted, individually or collectively in interfering with the liberty of action of any of their number, is self-protection. That the only purpose for which power can be rightfully exercised over any member of a civilized community, against his will, is to prevent harm to others. His own good, either physical or moral, is not a sufficient warrant. He cannot rightfully be compelled to do or forbear because it will be better for him to do so, because it will make him happier, because, in the opinions of others, to do so would be wise, or even right. These are good reasons for remonstrating with him, or reasoning with him, or persuading him, or entreating him, but not for compelling him, or visiting him with any evil in case he do otherwise. To justify that, the conduct from which it is desired to deter him must be calculated to produce evil to some one else. The only part of the conduct of any one, for which he is amenable to society, is that which concerns others. In the part which merely concerns himself, his independence is, of right, absolute. Over himself, over his own body and mind, the individual is sovereign.
Vertaling:
Het doel van dit werk ligt erin een zeer eenvoudig beginsel aan te voeren, dat het recht heeft de omgang van de maatschappij met het individu absoluut te besturen op vlak van dwang en controle, of de middelen die daartoe gebruikt worden nu fysieke kracht in de zin van wettelijke straffen zijn of de morele dwang van de publieke opinie. Dat beginsel ligt erin dat het enige doel waartoe het de mensheid is toegestaan, individueel of gemeenschappelijk is dat het beperken van handelsvrijheid van een ieder van hen zelfbescherming is. Het enige doel waartoe macht rechtmatig kan worden uitgeoefend jegens een lid van een beschaafde gemeenschap, tegen zijn wil, is om schade aan anderen te voorkomen. Zijn eigen goed, hetzij lichamelijk, hetzij moreel, is niet een toereikende waarborg. Hij kan niet rechtmatig worden gedwongen om iets te doen of te laten omdat dat beter voor hem zal zijn, omdat het hem gelukkiger zal maken, omdat het, in de ogen van anderen, wijs zou zijn om dat te doen, of zelfs juist. Dit zijn weliswaar goede redenen om het met hem oneens te zijn, of om met hem te discussiëren, of om hem te overtuigen, of hem te smeken, maar niet om hem te dwingen, of om hem enig kwaad op te leggen in het geval hij op een andere manier handelt. Om dat te rechtvaardigen moet het gedrag om kwaad aan een ander te berokkenen waarvan hij moet worden afgehouden berekend worden. Het enige deel van het gedrag van een ieder waarvoor hij zich moet onderwerpen aan de maatschappij is datgene wat anderen betreft. In het deel dat slechts hem zelf betreft is zijn onafhankelijkheid, van rechtswege, absoluut. Over zichzelf en over zijn eigen lichaam en geest heerst het individu.